# Ciro Trabalza
Ciro Trabalza (Bevagna, 17 agosto 1871 – Roma, 21 aprile 1936) è stato un grammatico e critico letterario italiano.

## Biografia
Nel 1894 conseguì la laurea in lettere all'Università di Roma. Negli anni successivi insegnò in varie scuole secondarie di Empoli, Modena, Perugia e Padova, prima di intraprendere nel 1912 la carriera amministrativa, quale ispettore centrale del Ministero della pubblica istruzione e poi come direttore generale per la scuola media e per gli scambi culturali con l'estero (1921-1931). Nel corso dell'incarico ministeriale, ebbe il particolare merito di dar vita agli Istituti italiani di cultura all'estero, tuttora esistenti ed operativi nella maggior parte delle città capitali del mondo, con la funzione precipua di diffondere la lingua e la cultura italiana all'estero.
Come studioso si occupò di grammatica storica della lingua italiana e di critica letteraria, dal Boccaccio (1907) al Rinascimento e a tutto il secolo diciassettesimo (1913). Appare evidente l'ispirazione crociana della critica estetica di Trabalza. Il suo nome peraltro è soprattutto legato alla diffusa e discussa Storia della grammatica italiana (1908), che Alfredo Schiaffini tra gli altri ebbe a definire «poderosa e severa». Ciro Trabalza svolse altresì un'assidua attività pubblicistica e diresse, tra l'altro, la rivista «Problemi della scuola e della cultura».

## Opere
- Della vita e delle opere di Francesco Torti, Bevagna, 1896.
- Studi e profili, Torino, Paravia, 1902.
- Saggio di vocabolario umbro-italiano e viceversa, Bologna, Forni, 1905.
- Studi sul Boccaccio, Città di Castello, S. Lapi, 1906.
- Storia della grammatica italiana, Milano, Hoepli, 1908.
- La critica letteraria, dai primordi dell'Umanesimo a tutto il secolo diciassettesimo, Milano, Vallardi, 1913.
- Dipanatura critiche, Bologna, Cappelli, 1920.
- La grammatica degli italiani (coautore Ettore Allodoli), Firenze, Felice Le Monnier, 1934.
- Nazione e letteratura. Profili, saggi e discorsi, Torino, Paravia, 1936.